# Слуга народу
«Слуга́ наро́ду» — українська центристська і «радикальна центриська» політична партія, що юридично переоформилася із політичної партії «Партія рішучих змін». Бренд партії формували довкола особи В. Зеленського, який переміг на президентських виборах у 2019 році, висунувшись від цієї партії. Того ж року на тлі електоральної підтримки Зеленського партія за результатами позачергових парламентських виборів отримала першу в історії України однопартійну більшість (монобільшість) у Верховній Раді 9-го скликання.
Партія має осередки у всіх областях України, крім тимчасово окупованих територій АР Крим та Севастополя.
Офіційна реєстрація відбулась 2 грудня 2017 року. Організацію названо за однойменним українським російськомовним комедійним серіалом (2015—2019) та фільмом (2017 року) виробництва студії «Квартал-95».

## Історія
За даними Міністерства юстиції, партія була зареєстрована 13 квітня 2016 року під назвою «Партія рішучих змін». Тоді її очільником був Євгеній Юрдига.
Станом на 27 листопада 2018 року керівником організації був Іван Баканов, який на той час керував українською гумористичною студією «Квартал 95» з 2013 року.
За звітом партії за другий квартал 2018 року, вона безкоштовно користується офісом на 4 м² в Києві (приміщення надає в користування спонсор), не володіє жодними коштами й не проводить жодних виплат.
У грудні 2017 року 4 % українців, опитаних фондом «Демократичні ініціативи» спільно з соціологічною службою Центром Разумкова, заявили про готовність проголосувати на парламентських виборах за партію, а у травні 2018 року — 5 %. У грудні 2018 року рейтинг партії оцінювали в 8,3 %.
У січні 2019 року партія залишалася віртуальною — жодної діяльності за адресою, де партія винаймала приміщення, не велося. 
Станом на кінець травня 2019 року партія не мала ані членів, ані осередків і не провадила жодної партійної діяльності.
27 травня 2019 року головою «Слуги народу» став Дмитро Разумков.
10 листопада 2019 року він склав повноваження голови партії у зв‘язку з обранням головою Верховної Ради України. З того часу новим керівником політсили став народний депутат України Олександр Корнієнко.
У листопаді 2019 року Комітет виборців України, посилаючись на подані звіти за 3 квартал 2019 року, оприлюднив інформацію, що партія «Слуга народу» офіційно не наймала на роботу жодної людини та не витрачала коштів на заробітну плату. Окрім цього, президентська партія не зареєструвала жодного місцевого осередку зі статусом юридичної особи.

### Участь у президентських виборах 2019

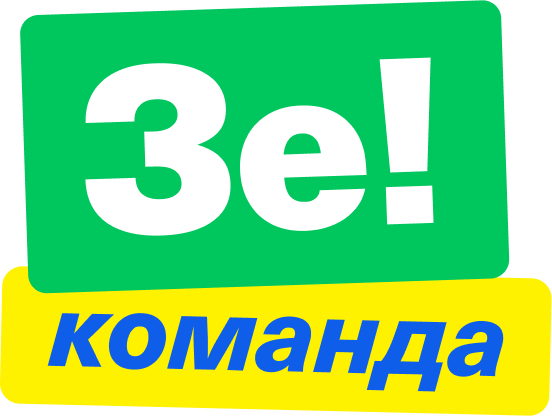
Логотип ЗеКоманди

У січні 2019 року партія «Слуга народу» фактично висунула Володимира Зеленського кандидатом у президенти України на президентських виборах 2019 року, хоча формально у списку він йшов як безпартійний.

### Участь у парламентських виборах 2019

Результати партії за округами

Після інавгурації 20 травня 2019 року Володимир Зеленський оголосив про розпуск Верховної Ради і про проведення дострокових парламентських виборів, в яких партія «Слуга народу» візьме участь.
27 травня 2019 року партія дала пресконференцію, на якій було оголошено про те, що главою «Слуги народу» став Дмитро Разумков.
9 червня партія оприлюднила виборчий список на дострокових парламентських виборах.

#### Перша двадцятка виборчого списку
1. Дмитро Разумков — колишній голова партії, політтехнолог.
2. Руслан Стефанчук — представник Президента у Верховній Раді, доктор наук.
3. Ірина Венедіктова — юрист, доктор наук.
4. Давид Арахамія (Давид Браун) — підприємець, волонтер.
5. Галина Янченко — антикорупційна активістка, депутат Київради.
6. Михайло Федоров — керівник диджитал-напрямку партії, радник Президента.
7. Олександр Корнієнко — керівник передвиборчого штабу.
8. Анастасія Красносільська (Радіна) — експерт Центру протидії корупції.
9. Олександр Ткаченко — генпродюсер каналу «1+1»
10. Жан Беленюк — український борець греко-римського стилю, чемпіон світу.
11. Сергій Бабак — директор освітніх програм Українського інституту майбутнього, доктор наук, автогонщик.
12. Владислав Криклій — економіст.
13. Олена Шуляк — експерт у сфері девелопменту та будівництва.
14. Дмитро Наталуха — громадський діяч, правозахисник.
15. Єлизавета Ясько — кінопродюсер.
16. Олексій Оржель — експерт у сфері паливно-енергетичного комплексу.
17. Андрій Герус — експерт у сфері паливно-енергетичного комплексу, представник Президента у Кабінеті Міністрів України.
18. Михайло Радуцький — експерт у галузі медицини, фельдшер.
19. Денис Монастирський — експерт з питань правоохоронної діяльності.
20. Данило Гетманцев — експерт з питань оподаткування та банківського права, доктор наук.

Кандидати від партії підписують меморандум, яким передбачене зобов'язання добровільно складати повноваження та голосувати особисто. 19 липня керівник партії «Рух нових сил» Міхеїл Саакашвілі закликав голосувати за «Слугу народу».
Партія виставила своїх кандидатів на всіх мажоритарних округах, однак на деяких, їхніми представниками стали завідомо слабкі кандидати, що не вели активної кампанії. Це могло бути викликано відсутністю розбудованої структури, проте політологи вважають, що причиною цього став свідомий злив округів. На ряді мажоритарних округів було висунуто зірок та публічних осіб, зокрема це актор студії Квартал-95 Юрій Корявченков — «Юзік», який (33 округ), учасник «Ліги сміху» Андрій Боблях (145 округ), футболіст Артем Федецький (118 округ), шоумени Олександр Скічко (197 округ), Роман Грищук (222 округ) та Сергій Сивохо (49 округ), ресторатор і телеведучий Микола Тищенко (219 округ), журналіст Олександр Дубінський (94 округ) та інші.
Поширеним явищем було реєстрація кандидатів клонів, які задекларували приналежність до благодійних фондів, громадських організацій, підприємств з назвою яка тим чи іншим чином обігравала вислів «Депутат — слуга народу», всього протягом червня 2019 було зареєстровано 43 юридичні особи з такими назвами.

## Ідеологія
Від початку де-факто створення партії «Слуга народу» у середині 2019 року та до листопада 2019 року заявленою ідеологією партії було «лібертаріанство». Однак 10 листопада 2019 року новий керівник партії Олександр Корнієнко заявив, що партійну ідеологію було змінено з «лібертаріанства» на «щось середнє між ліберальними та соціалістичними поглядами»
Та через кілька місяців, на черговому з'їзді партії 15 лютого 2020 року, керівництво партії в особі голови партії Олександра Корнієнка визначилося з новою ідеологією — нею став «український центризм». Однак у лютому 2021 року, в інтерв'ю інформагенції Укрінформ, голова партії Олександр Корнієнко роз'яснив що ідеологія партії є центристською, зокрема на додачу до колишнього «українського центризму» Корнієнко згадав також і «радикальний центризм».

## Етика
18 липня 2020 року заступниця голови фракції «Слуга народу» Євгенія Кравчук повідомила, що у партії вирішили прийняти так званий «Кодекс етики», який депутатка назвала «джентльменською угодою», якої депутати від цієї партії мають дотримуватися.

## Рейтинг
Згідно з опитуваннями думок, у червні 2020-го за партію були готові голосувати 29,3 % опитаних, а за Зеленського у випадку виборів президента — 35 %

## Оцінка діяльності партії
Згідно з даними Київського міжнародного інституту соціології (КМІС), опублікованими у червні 2024 року, 55 % респондентів оцінили діяльність президентської партії «Слуга народу» негативно.
Оцінка діяльності партії «Слуга народу» розподілилася наступним чином:
| Оцінка                           | % респондентів | Колір |
| -------------------------------- | -------------- | ----- |
| Дуже добре                       | 2 %            |       |
| Скоріше добре                    | 5 %            |       |
| Ні добре, ні погано / нейтрально | 31 %           |       |
| Скоріше погано                   | 23 %           |       |
| Дуже погано                      | 32 %           |       |
| Важко сказати                    | 7 %            |       |

## Критика
За словами відомого українського письменника та інтелектуала Юрія Андруховича, команда Зеленського — це полегшена версія Партії регіонів.
На думку політолога Михайла Басараба, Володимир Зеленський «принесе найбільше клопотів проросійським політикам і популістам, […] оскільки він є їхнім найближчим конкурентом» і відтягне на себе «частину проросійських і ласих на демагогію виборців».
На думку журналістів «Радіо Свобода», станом на кінець 2018 року зробити висновки про політичні погляди Зеленського, з яким пов'язують партію «Слуга народу», можна лише з його неоднозначних висловлювань на тему української мови:
| «Не проблема говорити по-українськи. І це в жодному разі, і це найголовніше, не пов'язано з мовними питаннями, уподобаннями або любов'ю до чогось. Але, мені так здається, що це не принципові речі. Я знаю українську мову. Але я не мислю нею вільно. Я перекладаю. Так, я можу з вами розмовляти українською мовою, але проблема в тому, що я перекладаю. І це помітно — я роблю паузу. А я дуже поважаю українську мову!» |
28 червня 2019 року було оголошено, що реконструкцією Українського дому під новий Офіс президента без конкурсу буде займатись Іван Юнаков (№ 65 списку партії Слуга народу) голова архітектурного бюро 33BY.

## Скандали
Депутат «Слуги народу» Богдан Яременко вів інтимне листування в сесійній залі, замовляючи інтимні послуги.
Депутат Роман Іванісов приховав судимість за «зґвалтування неповнолітньої неприродним шляхом». Після того, як це стало загальновідомо, він вийшов із партії.
Антикорупційна прокуратура зареєструвала кримінальне провадження стосовно 11 депутатів партії, їх підозрюють отриманні по 30 тис. доларів хабаря.
Депутат Антон Поляков оприлюднив аудіо розмови інших депутатів партії, зокрема Юрія Корявченкова з керівником поліції Кривого Рогу. Вони обговорювали призначення начальника поліції в місті.
18 листопада стало відомо, що перший віцеспікер Руслан Стефанчук отримував від держави понад 20 тис. грн на оренду житла, при цьому він продовжував жити у квартирі, що належить його тещі.
Нардеп Сергій Литвиненко 24 рази телефонував фігуранту кримінальних справ щодо викрадення і вбивства майданівця Юрія Вербицького.
2 травня 2020 року два депутати ВРУ від партії «Слуга народу», Артем Дмитрук та Олексій Леонов, прийшли з квітами до Будинку профспілок в Одесі, щоб пом'янути загиблих у протистояннях 2 травня 2014 року. Відмічається, що депутати на шостому році збройної агресії Росії проти України демонстративно вшановували пам'ять саме проросійських сепаратистів та колабораціоністів.
Депутатка Галина Третьякова заявила про зловживання пільгами, коли люди народжують дітей «низької якості» заради соцвиплат. Як приклад боротьби з таким зловживанням вона навела історії про стерилізацію людей, які не мають вищої освіти, або хочуть отримувати соціальну допомогу.
Депутат Євген Брагар після заяви у поліцію на волонтерку через російський серіал і «мовну дискримінацію» порадив пенсіонерці «продати собаку», щоб сплатити рахунки за газ.
Відео зібрання «Слуги народу» у Миколаєві з відвертими розмовами голови партії Олександра Корнієнка і керівника фракції Давида Арахамії здійняло шквал емоцій у мережі. Під час обговорення колеги Ірини Аллахвердиєвої назвали її «робочою бабою, як корабельна сосна».
Вищий антикорупційний суд обрав запобіжний захід помічнику народного депутата України Олександра Юрченка (фракція «Слуга народу») у вигляді тримання під вартою з альтернативою внесення понад 1 млн гривень застави. Помічник та депутат Юрченко взяли хабар в розмірі 13 тисяч з 200 тисяч доларів, які передбачались за законопроєкт пов'язаний з побутовими відходами. Сам нардеп виявив бажання вийти із фракції та партії на час розслідування справи про отримання хабаря.
У травні 2021 року депутат Микола Тищенко отримав від керівництва партії догану за порушення введених задля запобігання поширенню коронавірусу Кабінетом Міністрів України обмежень та святкування дня народження своєї дружини в готелі Fairmont у центрі Києва. У 2020 році карантинні обмеження неодноразово порушувались у афілійованому з цим депутатом ресторані «Велюр».
23 серпня 2021 року автомобіль «Audi», яким керував народний депутат від «Слуги народу», голова Полтавського обласного осередку партії Олександр Трухін не дотримався безпечної дистанції та швидкості руху, зіткнувся з автомобілем Ford, в якому перебував Голова Комітету арбітрів УАФ Лучано Лучі. Унаслідок дорожньо-транспортної пригоди шість осіб, серед яких двоє дітей, отримали тілесні ушкодження. Свідки події повідомили, що Трухін був в досить сильному алкогольному сп'янінні.
9 вересня 2021 року, заступник голови фракції «Слуга народу», депутат Микола Тищенко застосував силу до позафракційного депутата Гео Лероса під час його виступу у Верховній Раді із критикою на адресу президента Володимира Зеленського та керівника ОП Андрія Єрмака.
23 вересня монобільшість: фракція «Слуга народу», половина фракції «Голос», депутатські групи «За майбутнє» та «Довіра» ухвалили законопроєкт № 5599 про олігархів з порушенням регламенту Верховної ради. Після голосування стало зрозуміло, що прийнятий законопроєкт потребує виправлення. Депутати одночасно врахували три (396, 398, 406) правки, які суперечать одна одній.
18 грудня 2021 року Микола Галушко нецензурно спілкувався з поліцейськими, які зупинили його водія за порушення правил дорожнього руху. Водій нардепа за рішенням Печерського районного суду Києва був позбавлений прав на 1 рік і заплатив 10 200 гривень штрафу за відмову пройти огляд автомобіля. Після інциденту з нардепом, в МВС виступили з ініціативою ухвалити закон, який передбачає штрафи за образу копів.
22 липня 2025 року партія переважною більшістю (із 231 депутата 185 за, відсутні 24, не голосували 15, утрималися 4, 3 проти) проголосувала за проєкт закону 12414, що обмежує Національне антикорупційне бюро України та Спеціалізовану антикорупційну прокуратуру. Закон викликав хвилю загальноукраїнських антикорупційних протестів.

#### ЗеКоманда
- Слуга народу у соцмережі «Facebook»
- YouTube
- Слуга народу у соцмережі «Твіттер»
- Слуга народу  у соцмережі «Instagram»